# Лауфенбург (Німеччина)
Лауфенбург (нім. Laufenburg) — місто в Німеччині, знаходиться в землі Баден-Вюртемберг. Підпорядковується адміністративному округу Фрайбург. Входить до складу району Вальдсгут.
Місто розташоване на правому березі Рейну, яким пролягає німецько-швейцарський кордон. З іншого берега річки розташоване однойменне швейцарське місто, на кордоні між ними розташована ГЕС Лауфенбург.
Площа — 23,58 км2. Населення становить 9018 ос. (станом на 31 грудня 2020).

## Галерея

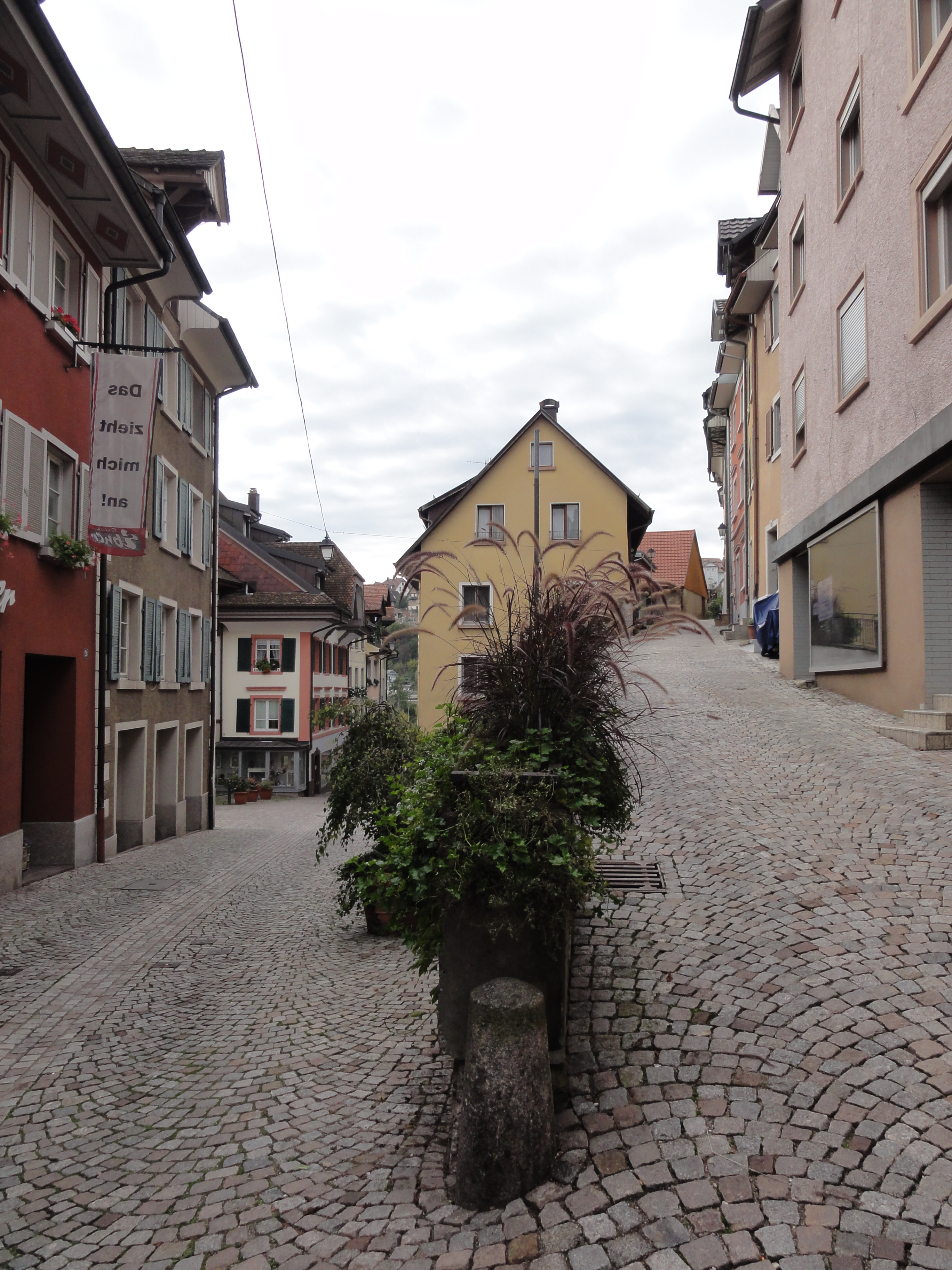
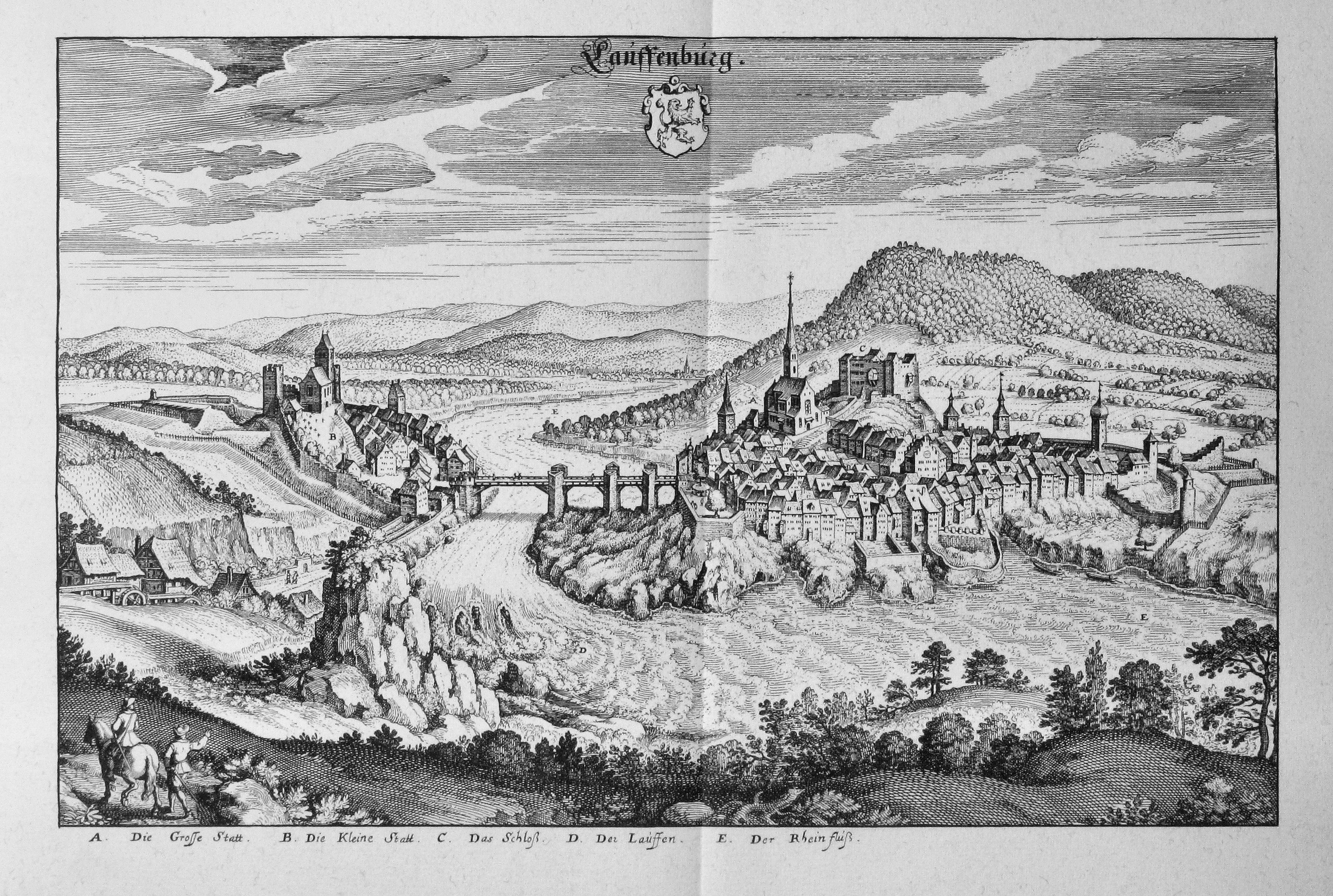
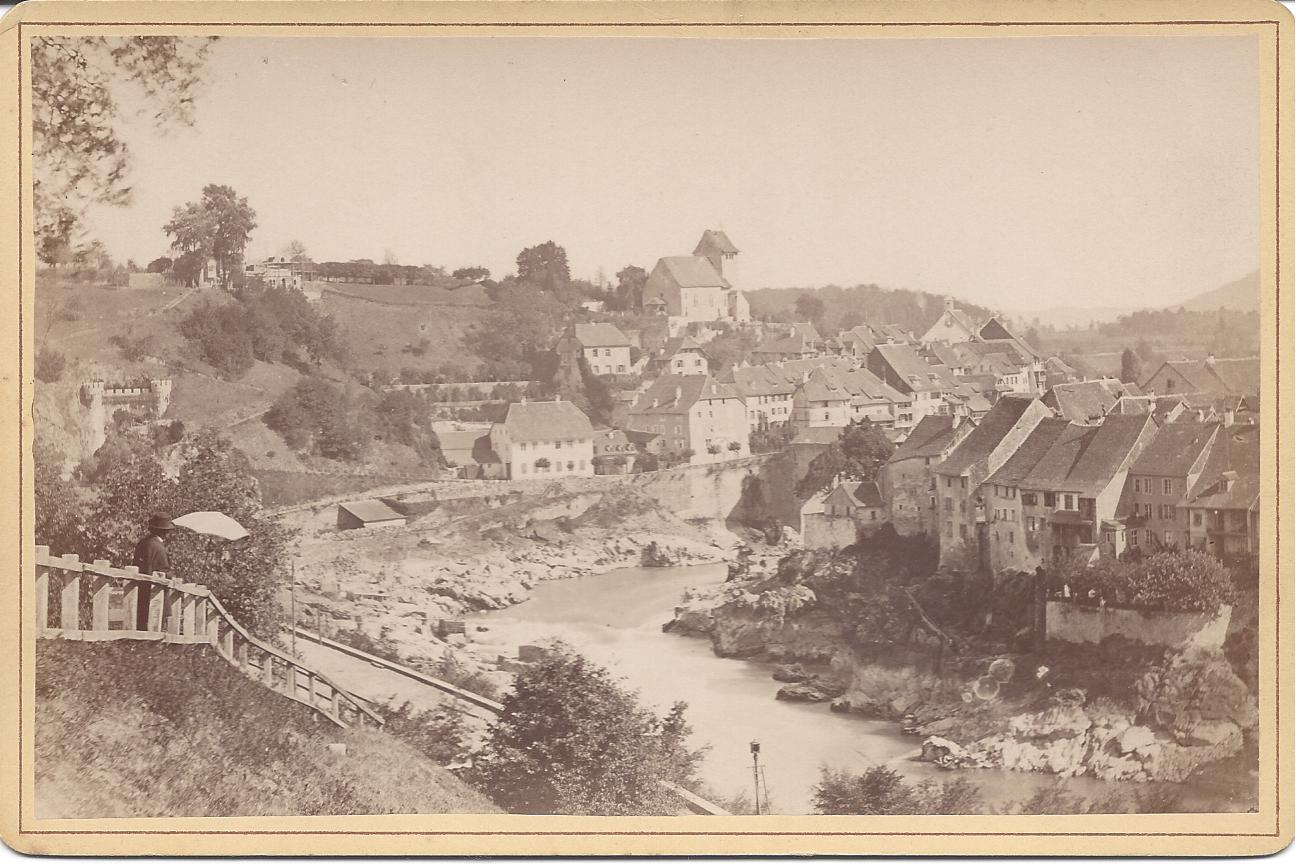
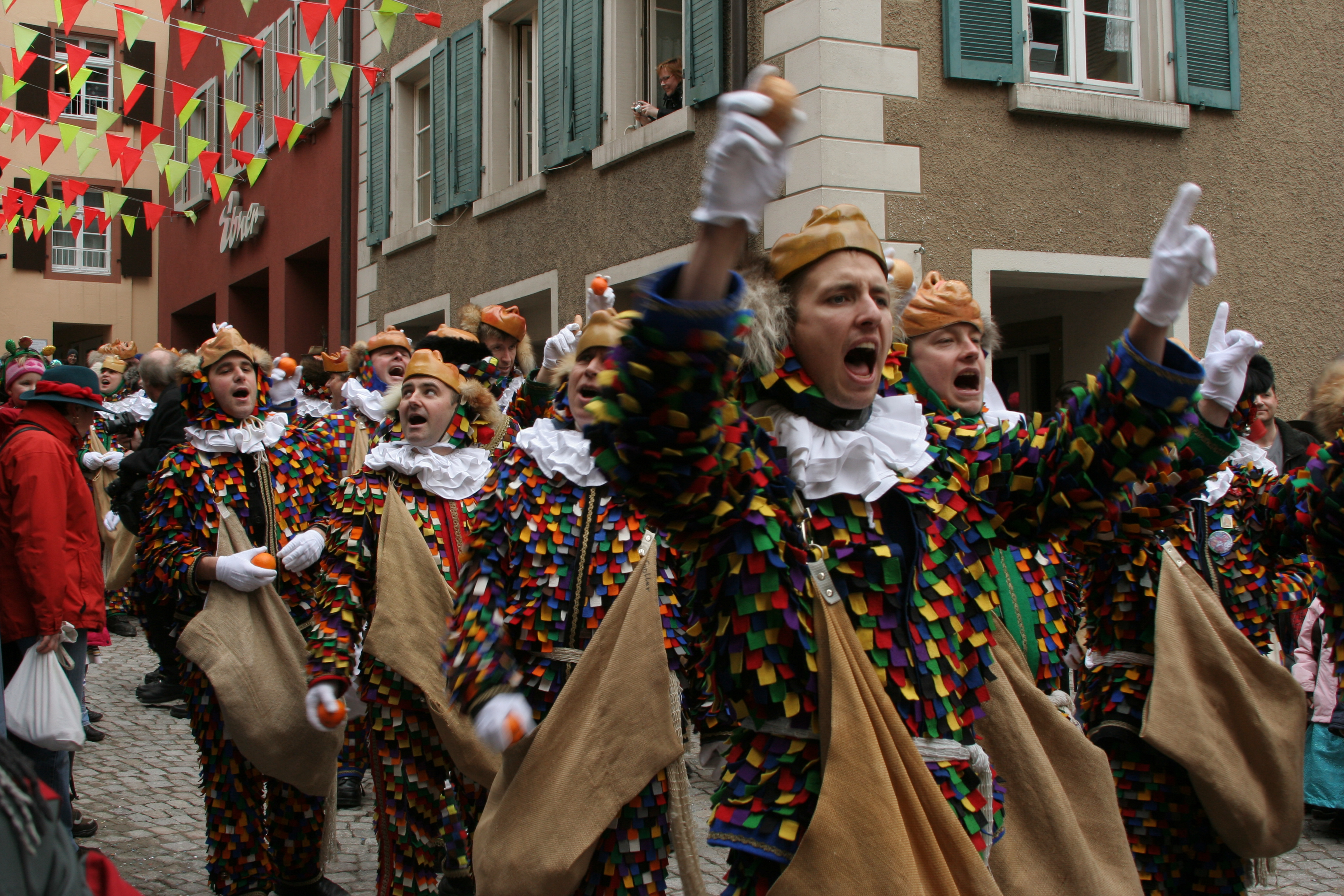
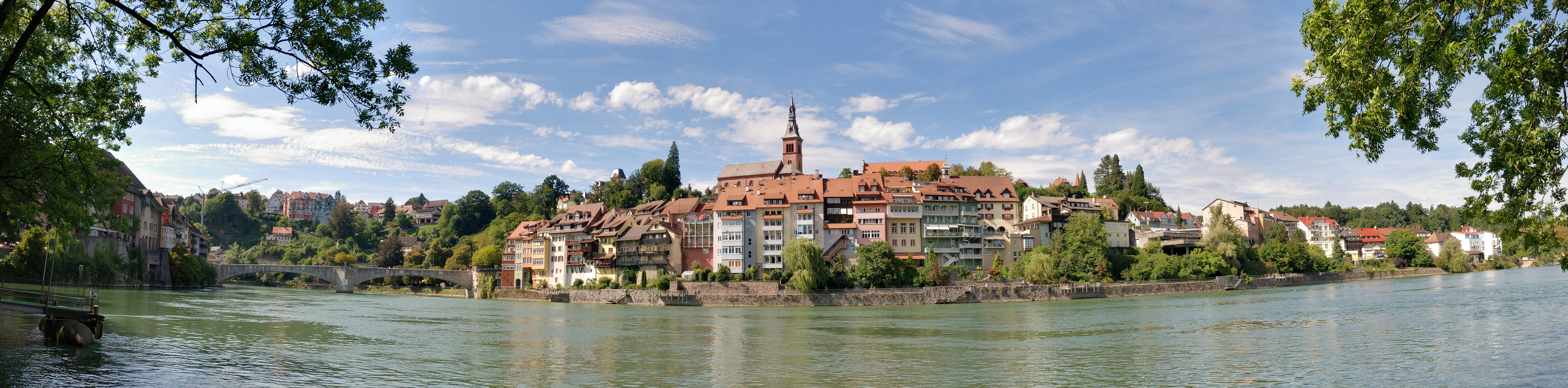
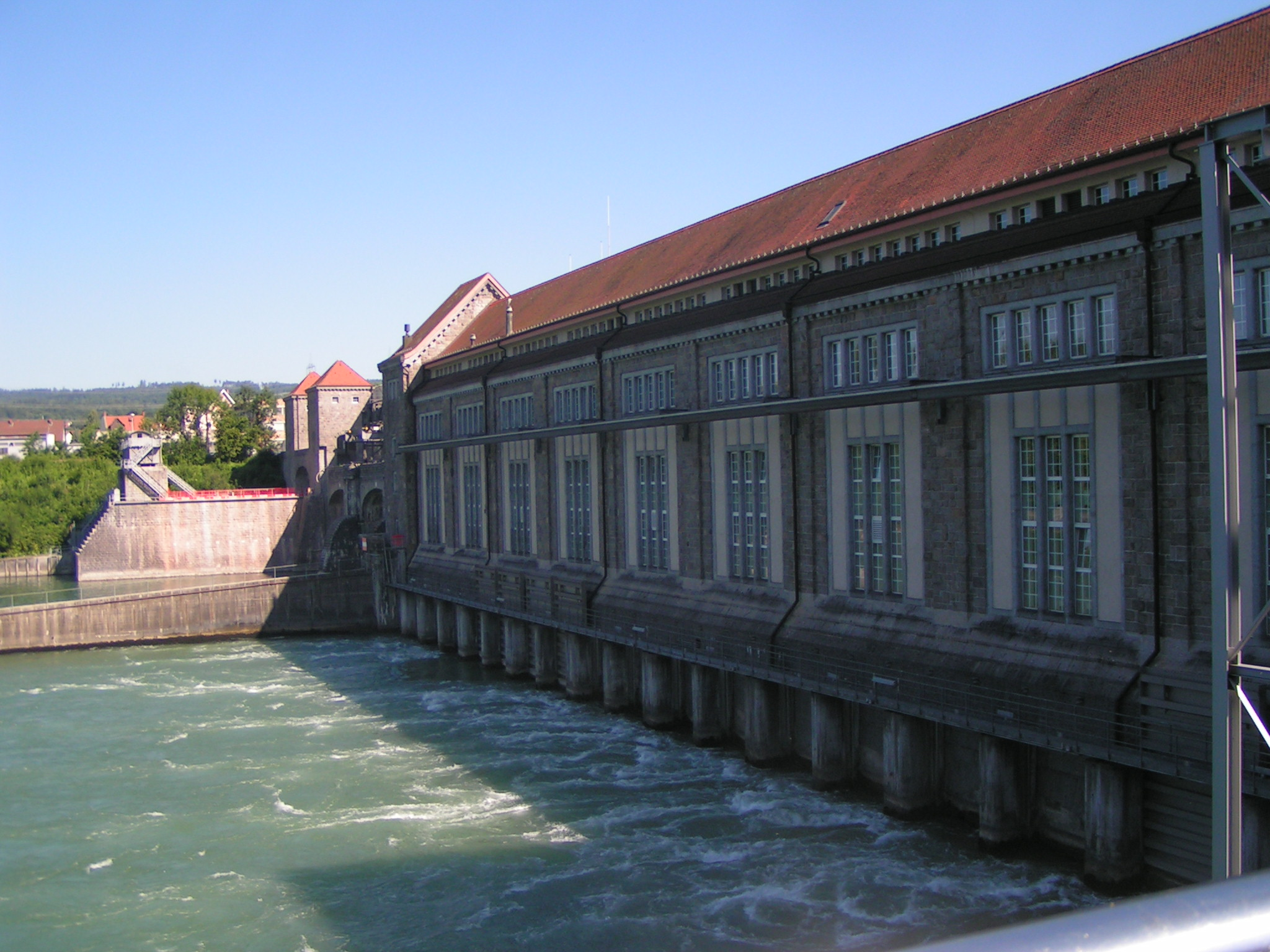